# Śpiąca królewna (album Ex Problemu)
Śpiąca królewna - debiutancka kaseta zespołu Ex Problem ze Mszczonowa wydana w 1991 roku. Największym hitem zespołu Ex Problem był utwór Śpiąca Królewna.
Nagrań dokonano w studiu Warszawa.
Realizował Witold Mix i Robert Mościcki.
Pierwsza kaseta została wydana przez trzy wytwórnie fonograficzne: Blue Star, Omega Music oraz Starling

## Lista utworów
Strona A
1. "Śpiąca królewna"
2. "Jaguar"
3. "Szmer"
4. "Powiedz mi"

Strona B
1. "To nie sen"
2. "Dla Joli"
3. "Czemu tak"
4. "Księżniczka"